# Antonieta Sosa
Antonieta Sosa (Nueva York, Estados Unidos. 1 de marzo de 1940-Caracas, 15 de marzo de 2024) fue una artista de arte conceptual radicada en Venezuela.

## Biografía
Hasta 1946, estuvo viviendo entre Nueva York y Caracas, puesto que su familia se radicó en Venezuela. De 1960 a 1962, estudia psicología en la Universidad Central de Venezuela, donde se traslada para estudiar artes plásticas en la Universidad de California en Los Ángeles, graduándose en 1966 y regresando a Venezuela. 
Fallece en Caracas el 15 de marzo del año 2024.

## Inicios como artista
Su primera exposición la realiza en 1967, en el V Salón Anual de Arte en la Casa de la Cultura de Maracay, y en noviembre realiza su primera individual en la Galería de Goog (Willemstad, Curazao), donde reunió 22 piezas en acrílico sobre tela y madera. En 1968 participa en “Cinco jóvenes artistas (García, Moya, Hernández, González y Sosa)”, en el IV Salón de la Joven Pintura y Escultura, ambas realizadas en la Galería Ángel Boscán y en la I Bienal de Arte Experimental (Ateneo de Valencia, Edo. Carabobo). En este período comienza a crear piezas tridimensionales que permiten la participación del público. A partir de 1969 expone estas estructuras en el XXX Salón Oficial, “Muestra de humor” (Galería Estudio Actual, Caracas), la “Exposición de jóvenes artistas” (Galería Ángel Boscán) y el XII Salón D’Empaire. En agosto expone “Siete objetos blancos” en el Ateneo de Caracas, donde ofrece una visión de sus investigaciones sobre el objeto y la tridimensión, con piezas que permiten cierta participación del público (toboganes, escaleras, plataformas, etc.). La clausura estuvo acompañada con un happening en la Plaza Morelos que consistió en la destrucción de la obra Plataforma II, en la que el público participó. Esta acción desató una gran polémica en los medios de comunicación y formó parte de las manifestaciones llevadas a cabo por un grupo de artistas que cuestionaban la participación de Venezuela en la Bienal de São Paulo por tratarse de un país gobernado por una dictadura militar. En 1970, en colaboración con William Stone, participa en la realización de la escenografía para la coreografía El corazón, la boca, los actos y la vida de Ofelia Suárez, para la Compañía Nacional de Danza; paralelamente inicia su trabajo docente en arte y ciencias, en el Instituto Orientación, labor que desempeñará hasta 1974. Al año siguiente participa en la “Exposición de solidaridad” (Galería Espiral, Escuela Cristóbal Rojas); en marzo colabora en la producción del cortometraje El insólito asalto al Royal City Bank de Alfredo Lugo y comienza a dar clases de pintura infantil en el Colegio Emil Friedman. En 1972 expone en la Casa de la Cultura del Pueblo, en los bloques de la Urbanización 23 de Enero (Caracas), y participa en el “Homenaje al Che Guevara” (Galería Viva México, Caracas). En 1973 forma parte de la exposición “Pintura, escultura, dibujos y grabados” (Sala Humboldt) y la “Colectiva de pintura venezolana” (Galería Viva México). A partir de ese año se incorpora al grupo Contradanza, en el que desarrolla, hasta 1975, un intenso trabajo de investigación en torno al cuerpo, el espacio y el movimiento. De 1974 a 1979 dicta clases de expresión corporal en la comunidad terapéutica CETRAC, dirigida por el psiquiatra Rafael Ernesto López. En 1977 realiza una individual en el I Festival Venezolano de Diapositivas, en la Sala Mendoza, y en 1978 presenta en la Galería La Trinchera (Caracas) la instalación Sillas y mariposas, en la que sumó a su trabajo plástico la investigación sobre la expresión corporal mediante una instalación de sillas en la que se llevaron a cabo tres encuentros. Sosa participó dialogando corporalmente con las sillas, acompañada por un músico que interpretaba varios instrumentos. De esta muestra surge el video A través de las sillas. En 1979 presenta “Arte en vitrina”, en la Librería Cruz del Sur (Caracas), secuencia de diapositivas de las sillas intervenidas por Claudio Perna y otros artistas.
En agosto de 1980 lleva a cabo en la GAN una situación titulada Conversación con baño de agua tibia, en la que era envuelta en papel higiénico mientras se calentaba agua en un recipiente y se escuchaba la grabación de una conversación sobre arte entre dos personas. La situación terminaba en el momento en que la artista recibía un baño de agua que deshacía el papel que la envolvía. A partir de este momento introduce el término situación en lugar de happening, ya que consideraba que sus acciones eran la síntesis de investigaciones plásticas, corporales y expresivas, distintas a la tradición del happening anglosajón. En 1981 participa en la I Bienal Nacional de Artes Visuales (MBA), con la primera fase de la obra Situación titulada casa, una construcción de bloques rojos bordeada por trozos de vidrio, similar a un rancho (vivienda marginal). Usando como escenario esta misma instalación realizó la Cuarta fase de la situación llamada casa, un ritual de ruptura de 20 copas de vino con la participación del público. En agosto de ese año realiza en la Gobernación del Distrito Federal (Caracas) una situación titulada ¿Y por qué no?, ambientación sonorizada basada en la ruptura de objetos de vidrio, acompañada de una instalación audiovisual con diapositivas (con colaboración de Yolanda Quintero) y un filme en súper ocho, además de la participación corporal de la artista y música. Posteriormente, ese mismo año, realiza la tercera versión de esta situación en el Museo Francisco Narváez. En 1982 participa en la muestra experimental “OVSI”, organizada por Axel Stein y Laura Bottome en la Sala Mendoza, que consistía en realizar obras in situ sobre la idea del vuelo. Sosa creó para esta muestra la primera versión de la obra titulada Columna horizontal, en la que se mantenía en equilibrio una pluma mediante dos flujos de aire contrapuestos. En octubre participa en la “Colectiva de arte no convencional”, en Corpoindustria (Maracay) con T.V., silla, T.V. En 1983 forma parte de la colectiva de dibujos y arte de acción llamada “Autorretratos. El artista como objeto/sujeto del arte”, realizada en el Espacio Alterno de la GAN, en el marco del VI FITC; en esa ocasión presenta una nueva versión de la obra T.V., silla, T.V., titulada Antonieta vs. Antonieta, video-instalación con silla y acción corporal-vocal referida al espacio-tiempo como equivalente del instante. A partir de este año comienza su trabajo como profesora en la Escuela Cristóbal Rojas, en la que da clases de pintura, dibujo analítico y escultura hasta 1993; asimismo, dicta charlas en los cursos de Pedro Terán, Gabriel Morera y Freddy Villaroel y cursos para maestros en la especialidad de expresión corporal organizados por la Fundación Mendoza. En 1984 participa en el Coloquio de Arte No-objetual, organizado por la UNESR, núcleo de Caricuao (Caracas), con el tema De la superficie al volumen, del volumen al objeto, del objeto al cuerpo, del cuerpo al vacío: evolución de la obra de Antonieta Sosa desde 1965 a 1994, ilustrado con diapositivas, videos y maqueta. En marzo participa junto a otros 15 artistas conceptuales en la colectiva “1984”, organizada por la USB en la Sala de Exposiciones del Edificio de Comunicaciones, con una instalación de sillas y videos. En 1985 presenta en la GAN la instalación Del cuerpo al vacío, como homenaje a Oskar Schlemmer y Armando Reverón. Esta muestra estaba integrada por tres acciones vinculadas entre sí: Danza en un templo griego del siglo XX con el sonido de la ciudad, en la que ejecutaba la acción vestida de rojo en representación del mundo exterior; la segunda, Pereza, en la que la artista transitaba lentamente entre una estructura de andamios realizando sonidos vocales que culminaban en un grito primario, y la tercera, Círculo de luz, en la que estaba sentada en una de sus sillas, ejecutando gestos con las manos, mientras se escuchaban sonidos internos del cuerpo, como una representación del pasado, la memoria y el mundo interno. Según Antonieta Sosa, esta obra resume la evolución de su trayectoria como artista. En 1988 participa en la colectiva “La imaginación de la transparencia” en el MBA, con la video-instalación, Columna horizontal, 2a versión.
En abril de 1990 participa en la II Edición del Premio Mendoza de Escultura, en la Sala Mendoza, con la instalación El blanco, el negro, el rojo, objetos teóricos; a partir de esta experiencia introduce el término anto para establecer una medida personal, equivalente a su propia estatura. En 1991 forma parte de la muestra “Uno, dos, tres, cuatro”, realizada en el MBA, con la instalación Un anto = 163 cm, o A la medida de mi cuerpo: ni un milímetro más ni un milímetro menos (colección MBA). Paralelamente, en la sala 5 muestra la video-instalación Homenaje a Yves Klein y el libro-objeto de la acción titulada Conversación con baño de agua tibia, versión II, publicado por el MBA. En 1992 comienza a dar clases de lenguaje plástico en el IUESAPAR y en 1993 participa en la VI Bienal Francisco Narváez con El punto cero de la silla: situación cerrada. Situación abierta, que expone en julio en el MAVAO. En 1995, sus obras Casa y Homenaje a Yves Klein forman parte de la muestra “Una visión del arte contemporáneo: colección Ignacio y Valentina Oberto”, exhibida en el MACCSI, y, en la muestra “Casa abierta: estudios de la colección de pintura y escultura del Museo de Bellas Artes”, se incluye su pieza Un anto = 163 cm, o A la medida de mi cuerpo: ni un milímetro más ni un milímetro menos. Esta obra será incluida también en la muestra “De la abstracción: colección de arte latinoamericano del Museo de Bellas Artes” (MBA, 1996) y en “Desde el cuerpo: alegorías de lo femenino” (MBA, 1998). En 1996 participa en “La invención de la continuidad”, organizada por la GAN, donde exhibe Pantalla para imágenes posteriores (colección GAN), Registro de casa (1981), Si-ya ¿y por qué no? (1981) y Tres antos igual a la medida de mi cuerpo (fotografías urbanas, 1965-1997, colección GAN). En 1998 presenta la instalación Cas(a)nto, en la sala 2 del MBA, en la que incluye pinturas abstractas, objetos, sillas, dibujos, fotografías, su síntesis autobiográfica y artística y sus investigaciones sobre la interacción con los objetos de la cotidianidad. La exposición permaneció abierta seis meses, lapso durante el cual se logró organizar el ciclo de performances titulado Acciones/Un diálogo con Cas(a)nto, en el cual participaron más de 30 artistas venezolanos. En 2002 fue invitada por la curadora Esther Regueira a participar en el evento “Agitación como ritual cotidiano - Cartografías del deseo” (Museo Reina Sofía). En 2003 participa en “Fragmento y universo” en el Centro Cultural Corp Group (Caracas) con la instalación Conversación no 3. Con María Elena Ramos y presenta la acción corporal o performance Tejido amarillo, azul y rojo al infinito, donde permaneció ocho horas tejiendo una banda con los colores de la bandera venezolana como un acto propiciatorio de “buenas energías” para el país. Asimismo, formó parte de “Conceptualismos. Arte conceptual en Venezuela (1960-2000)” (MACMMA, 2004), muestra en la cual aparece representada con varias instalaciones y una acción corporal en vivo titulada Tejido amarillo, azul y rojo al infinito 1999-2004. Ha sido profesora de la Escuela Cristóbal Rojas (durante 16 años) y del IUESAPAR (desde su fundación). En 2002 recibió, junto a otros profesores, la licenciatura en arte, mención pintura, por parte del IUESAPAR, como reconocimiento a su labor en esta institución.

### Exposiciones Individuales
- 1969 “Siete objetos blancos”, Ateneo de Caracas Sala Mendoza
- 1977 “Sillas y mariposas”, Galería La Trinchera, Caracas
- 1979 “Arte en vitrina”, Librería Cruz del Sur, Caracas
- 1980 “Conversación con baño de agua tibia”, GAN
- 1981 “¿Y por qué no?”, Gobernación del Distrito Federal, Caracas
- 1985 “Del cuerpo al vacío”, GAN
- 1998- 1999, Cas(A)nto. Una propuesta de Antonieta Sosa, Museo de Bellas Artes, Caracas.

## Premios
- 2000 Premio Nacional de Artes Plásticas, Caracas

## Colecciones
- Fundación Noa Noa, Caracas
- Galería de Arte Nacional (GAN), Caracas
- Museo de Bellas Artes (MBA), Caracas
- Museum of Modern Art (MoMA), Nueva York